# SN 2010jy
SN 2010jy – supernowa typu IIn odkryta 30 października 2010 roku w galaktyce A230943+0541. W momencie odkrycia miała maksymalną jasność 16,50m.